# 洪山礼堂
洪山礼堂位于湖北省武汉市东湖西畔，是湖北省召开党代会、政协会议、人大会议的场所，也服务其他政治、经济、文化活动。

## 历史
洪山礼堂始建于1954年，分上下兩層，一樓1017座，二樓503座，座椅和條形桌均按北京人民大會堂標準配置。
2006年2月8日开始改造洪山礼堂，2007年1月20日竣工。改造后礼堂总面积达12838平方米，观众大厅座位1520个。